# Vallegrande (provincie)
Vallegrande is een provincie in het departement Santa Cruz in Bolivia. De provincie heeft een oppervlakte van 6414 km² en heeft 26.576 inwoners (2012). De hoofdstad is Vallegrande.
Vallegrande is verdeeld in vijf gemeenten:
- Moro Moro
- Postrer Valle
- Pucará
- Trigal
- Vallegrande

Andrés Ibáñez · 
Ángel Sandoval · 
Chiquitos · 
Cordillera · 
Florida · 
Germán Busch · 
Guarayos · 
Ichilo · 
Ignacio Warnes · 
José Miguel de Velasco · 
Manuel María Caballero · 
Ñuflo de Chávez · 
Obispo Santistevan · 
Sara · 
Vallegrande